# Pronija
Pronija (Bizant, 11. stoljeće) je bilo darivanje državne zemlje, na kojoj žive i rade državni seljaci, istaknutim ličnostima u carskoj službi u svojstvu nagrade za učinjene usluge ili kao preduvjet za vršenje neke određene službe.